# 虞喜
虞喜（约270年—345年），字仲宁，会稽余姚（今浙江余姚）人，虞翻後代，經學家虞預胞兄，东晋经学家、天文学家，是中國最早发现岁差的人，也是宣夜说的继承者和发展者。

## 生平
虞喜“少立操行，博学好古”。西晋怀帝诏，辞不就。东晋明帝、成帝和康帝都多次征诏他做官，都被虞喜拒绝（“屡征博士、举贤良，皆不就”）。成帝曾下诏誉其“守道清贞，不营世务，耽学高尚，操拟古人”。
曾因私藏户口而犯了弃市之罪，余姚令山遐意欲法办。诸豪强莫切齿痛恨于山遐，对执政官员说虞喜有高节，不宜屈辱，最终陷山遐于罪，虞喜得免。

## 生卒年争议
《鲁迅全集》指虞喜生卒年为281年—356年。但虞喜的父亲虞察280年去世，而虞喜又有胞弟虞预。
张庆民《干宝生平事迹新考》据虞喜永和初年在世、胞弟虞预咸和四年（329年）仍在当官且不久后修成《晋书》告老致仕，认为虞喜卒于永和元年（345年），生于270年，虞预约生于272年。

## 学术
虞喜认为“天高穷于无穷。地深测于不测。天确乎在上，有常安之形；地魄焉在下，有居静之体”（见《晋书·天文志》。 主张天高无穷，日月星辰按各自的规律运行，与浑天说、盖天说相对。
东晋咸和五年（330年），计算出冬至太阳位置每50年向西移动一度（现代测定为71年零8个月），即为“岁差”。

## 著作
著有《安天论》、《志林》三十卷等。裴松之注《三國志》時亦引用《志林》。

## 延伸阅读
[在维基数据编辑]
 《晉書/卷091》，出自房玄齡《晉書》